# Al Qaflah (huyện)
Huyện Al Qaflah là một huyện thuộc tỉnh Amran, Yemen. Đến thời điểm năm 2003, huyện này có dân số 36722 người